# Anemia mandioccana
Anemia mandioccana är en ormbunkeart som beskrevs av Giuseppe Raddi. Anemia mandioccana ingår i släktet Anemia och familjen Anemiaceae. Inga underarter finns listade.

## Bildgalleri

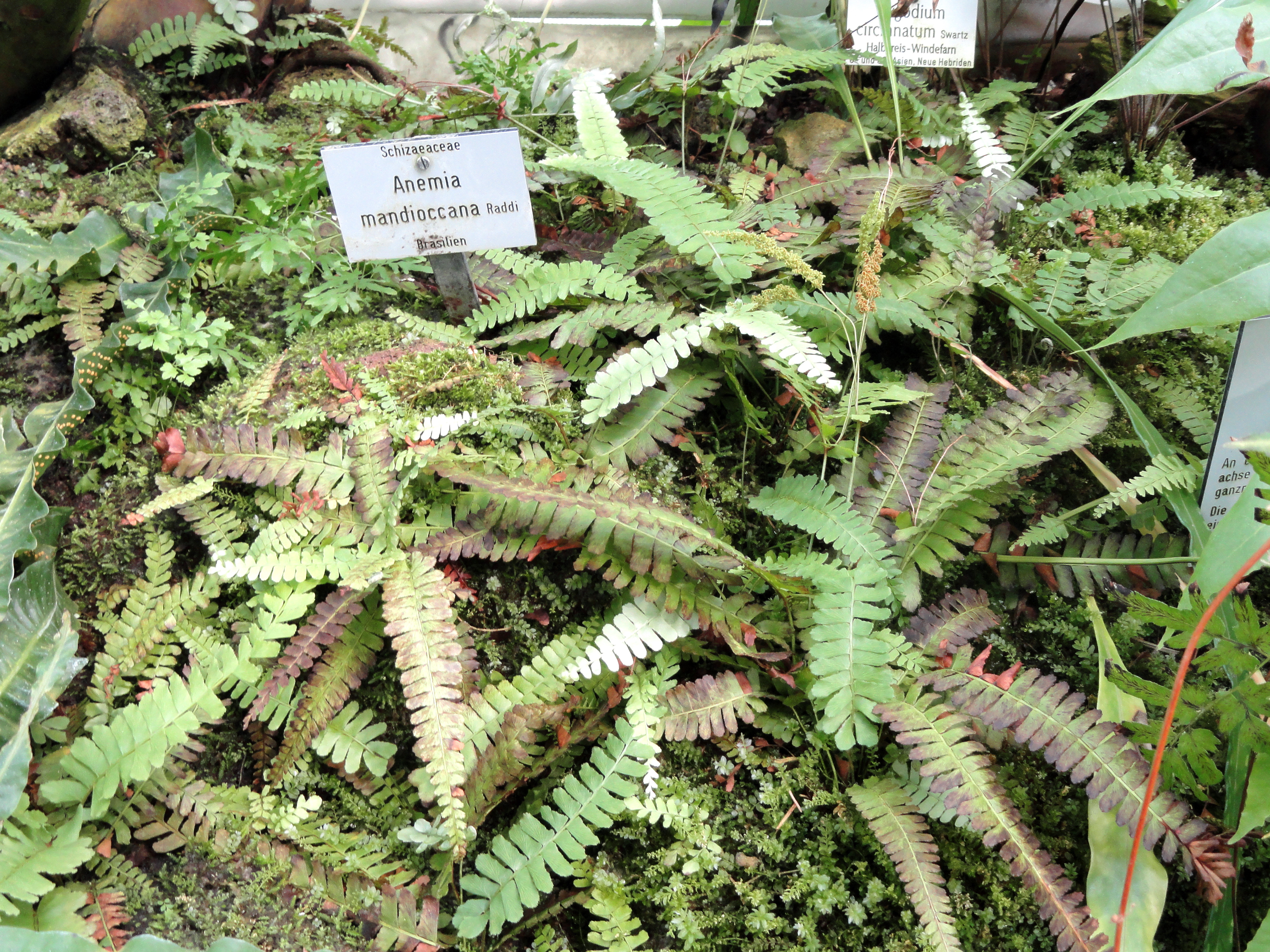